# クリストッフェル・イェーヘル
クリストッフェル・イェーヘル（Christoffel Jegher、1596年ころ生まれ、1652年か1653年に没）は、フランドルの版画家である。ピーテル・パウル・ルーベンスらの作品を版画にした。

## 略歴
アントウェルペンで生まれた。1625年からフランス出身のクリストフ・プランタン（c.1520-1589）が経営する出版工房で木版工として働き、木彫や版画制作の仕事をし、そこで有力な画家のピーテル・パウル・ルーベンス（1577-1640）と知り合ったと推定される。
1627年か1628年から、アントウェルペンの聖ルカ組合に木彫家として登録された。1630年にルーベンスの工房に唯一の版画家として加わり、ルーベンスと共同で、ルーベンスの作品やルーベンスが選んだフランドルの巨匠たちの作品をイェーヘルが版画にした。1642年までに「概説（Breviarium）」と「ローマ・ミサ典書(Missale Romanum)」という2冊の版画集が出版された。
1630年からエラスムス・クエリヌス（1607-1678）の素描から版画を制作した。
息子のヤン・クリストッフェル・イェーヘル（Jan Christoffel Jegher: 1618-1666）も版画家になった。

## 作品

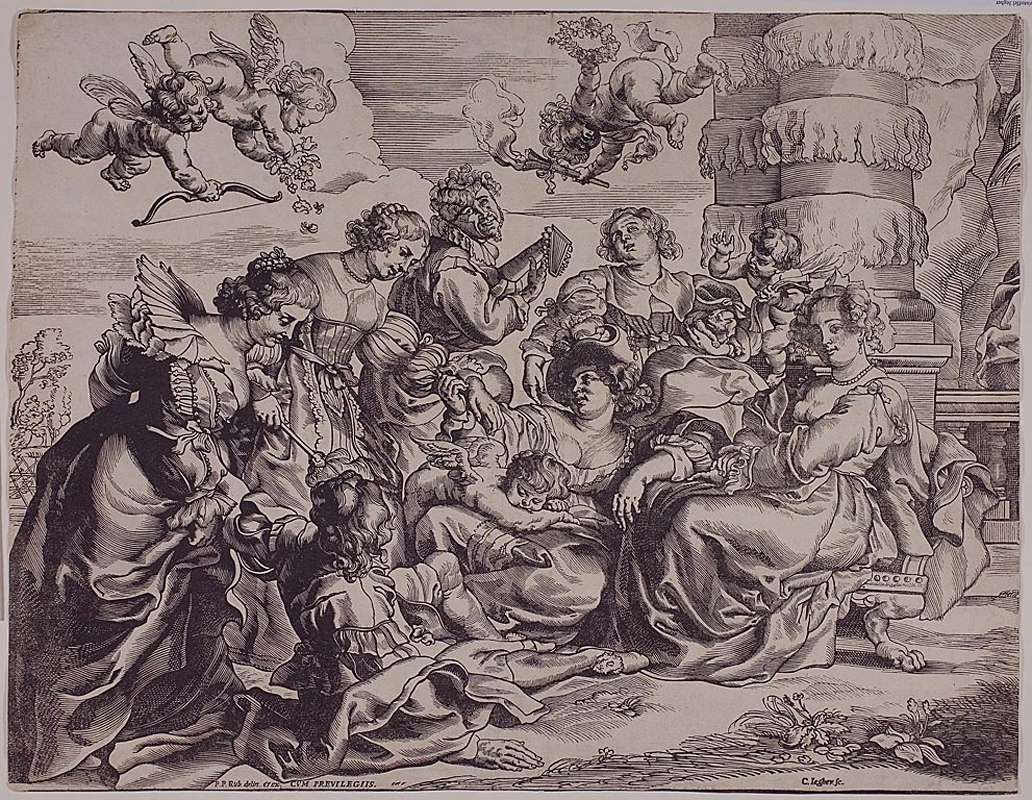
ルーベンスの『愛の園』の複製版画
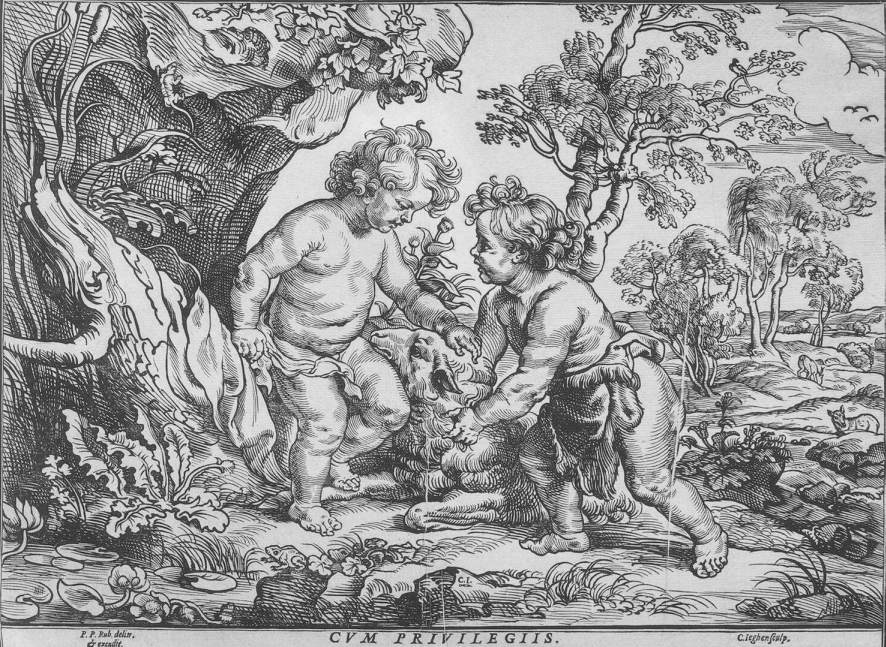
幼児期のキリストと洗礼者聖ヨハネ（ルーベンスの原画による）
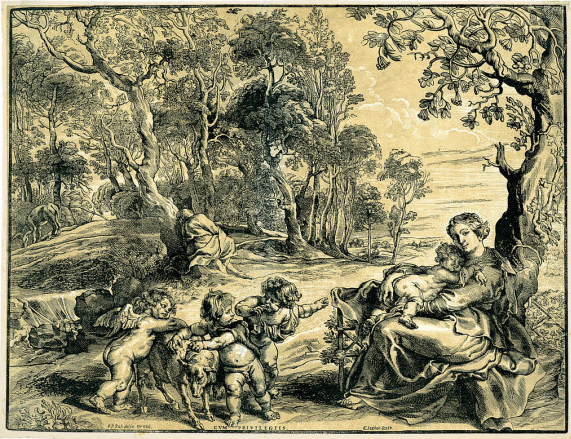
エジプト逃避途上の休息
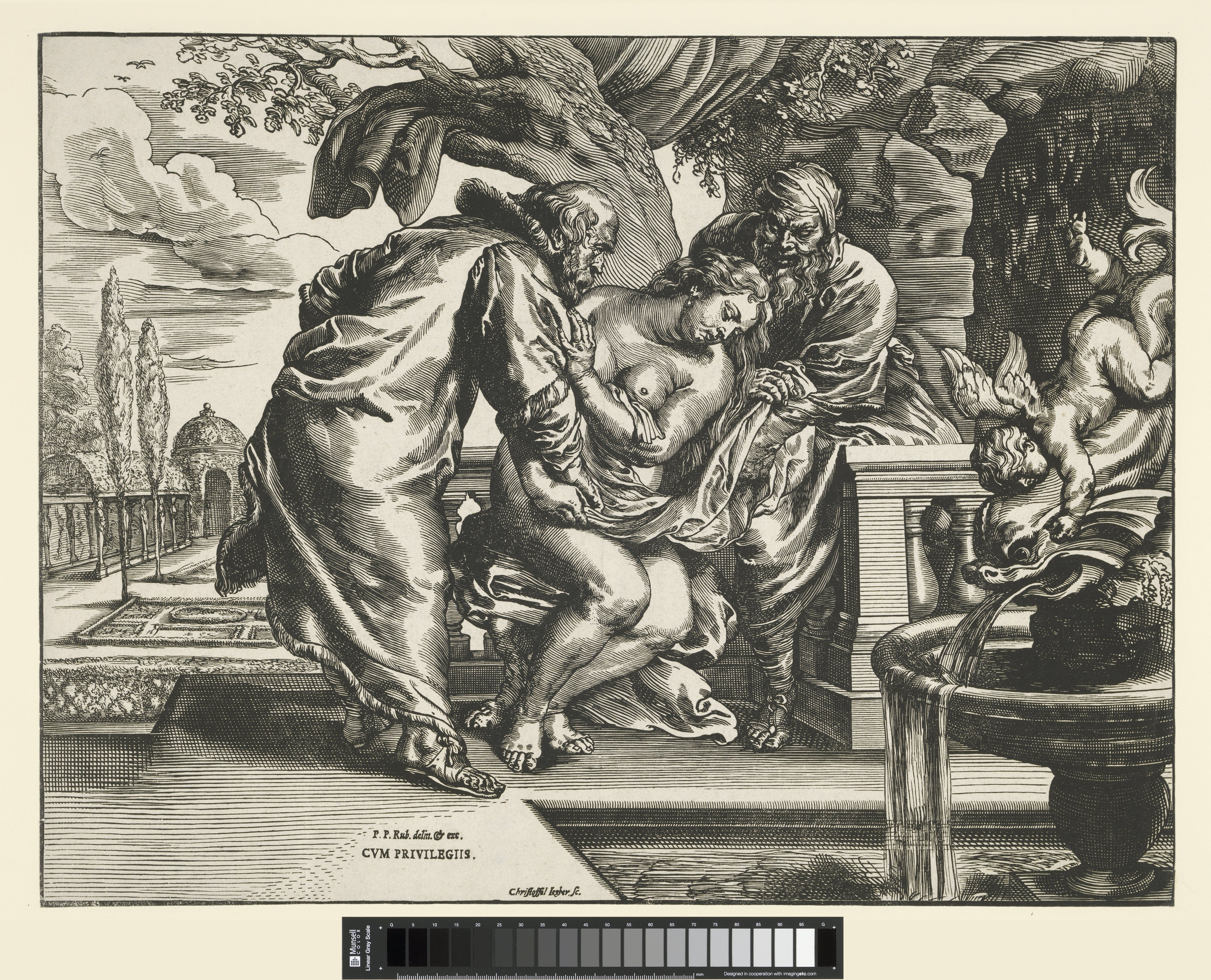
スザンナと長老たち（ルーベンスの原画による）